# Institut der Feuerwehr Sachsen-Anhalt
Das Institut der Feuerwehr Sachsen-Anhalt (kurz IdF LSA) liegt in Heyrothsberge im Landkreis Jerichower Land in Sachsen-Anhalt. Es ist eine der größten Feuerwehrforschungsstätten in Deutschland. Das seit 1967 bestehende Forschungsinstitut wurde auf Beschluss der Landesregierung Sachsen-Anhalt mit der Brandschutz- und Katastrophenschutzschule zum Institut für Brand- und Katastrophenschutz Heyrothsberge (IBK) zusammengeführt. Die ehemalige Forschungseinrichtung bildet nun im IBK die Abteilung Forschung. Um zu verdeutlichen, dass die Forschung weiterhin das zweite Standbein des IBK ist, erhielt die Abteilung den Beinamen „Institut der Feuerwehr“.

## Geschichte
Am 22. Mai 1938 als Feuerwehrschule der Provinz Sachsen gegründet, galt die Einrichtung in Heyrothsberge zur damaligen Zeit als eine der am besten eingerichteten Ausbildungsstätten für Feuerwehren in Deutschland. Seit ihrer Gründung war die Schule bis 1945 und nach Beseitigung der Bombenschäden 1948 immer eine Ausbildungsstätte für Feuerwehren. Während von 1948 bis 1967 die Ausbildung für Freiwillige – und die Berufsfeuerwehren erfolgte, wurde mit der Verlegung der Ingenieurlehrgänge von Dresden nach Heyrothsberge, ab dem Jahre 1967, die Feuerwehrschule zur „Fachschule der Feuerwehr Heyrothsberge“. Bis zur politischen Wende wurden ausschließlich Angehörige der Berufsfeuerwehren zu „Ingenieuren für Brandschutz“ ausgebildet.
Nach der Entscheidung des Bundes, für alle neuen Bundesländer und Berlin, zukünftig gemeinsam die Ausbildung im erweiterten Katastrophenschutz in Heyrothsberge durchzuführen, wurde die Einrichtung am 16. Oktober 1991 durch den Minister des Innern des Landes Sachsen-Anhalt in „Brandschutz- und Katastrophenschutzschule Heyrothsberge“ (BKS Heyrothsberge) umbenannt.
Damit erhielt die Schule grundlegend neue Aufgabenstellungen, ein neues Profil und wurde das bundesweit erste Modell einer kombinierten Ausbildungsstätte für Angehörige der Feuerwehren und der Hilfsorganisationen.
Am 1. November 1967 wurde in Heyrothsberge das „Institut der Feuerwehr“ (IdF) als zentrale Forschungseinrichtung für die Feuerwehren der DDR gegründet. Nach der Wiedervereinigung wurde es als Landeseinrichtung mit dem Namen „Institut der Feuerwehr Sachsen-Anhalt“ weitergeführt. Es gelang dem Institut sich sowohl national als auch international einen Namen zu machen.
Auf Beschluss der Landesregierung Sachsen-Anhalt wurden BKS und IdF zum „Institut für Brand- und Katastrophenschutz Heyrothsberge“ (IBK Heyrothsberge) zusammengelegt, um Lehre und Forschung näher zusammenzuführen und Synergieeffekte zu erschließen. Dieser Schritt wurde zum 1. Januar 2014 vollzogen.

## Forschung
Am IdF Heyrothsberge werden anwendungsbezogene Vorhaben mit besonderer Ausrichtung auf den abwehrenden Brandschutz bearbeitet. Dabei werden auch tangierende Fragen aus dem vorbeugenden Brandschutz und dem Umweltschutz berücksichtigt. Durch die Neuausrichtung des Standortes erlangen zunehmend auch einsatzbezogene Themen sowie solche des Katastrophenschutzes an Bedeutung.
Die Forschungsvorhaben werden interdisziplinär auf naturwissenschaftlich technischer Grundlage bearbeitet.
Methodisch wird ein Spektrum an anspruchsvollen Untersuchungsverfahren genutzt, das von mathematischen Simulationstechniken über Laborversuche und -messungen bis zu Large-scale-Experimenten reicht. Hierzu steht eine moderne Versuchsbasis und Gerätetechnik zur Verfügung.
Forschungsschwerpunkte sind unter anderem: Löschverfahren und -mittel, Gefahrstoffbewertung aus der Sicht des Feuerwehreinsatzes, die Persönliche Schutzausrüstung der Feuerwehren sowie taktische und technische Entwicklungen im Sektor des Brand- und Katastrophenschutzes.

## Lehrgangs- und Fortbildungsangebot
Das Institut arbeitet in der Aus- und Fortbildung eng mit den anderen Abteilungen des IBK zusammen. Erkenntnisse aktueller Forschungsaufgaben fließen sowohl in die Ausbildung der Angehörigen der Berufsfeuerwehren und Freiwilligen Feuerwehren ein, als auch in die Ausbildung der Mitglieder der Analytischen Task Force (kurz: ATF) des Bundes.
In Zusammenarbeit mit der Hochschule Magdeburg-Stendal und der Otto-von-Guericke-Universität Magdeburg wird der Studiengang Sicherheit und Gefahrenabwehr angeboten, welcher unter anderem die notwendigen Kenntnisse vermitteln soll, um Katastrophen wirkungsvoll zu bekämpfen.

## Einrichtungen
Zur Einrichtung des IdF gehören neben physikalischen und chemischen Laboren auch Großversuchsanlagen, in denen realmaßstäbliche Experimente durchgeführt werden können. Alle Einrichtungen und Labore stehen im Rahmen von Forschungsdienstleistungen für Unternehmen und Institute weltweit zur Verfügung. Die folgende Liste stellt einen Auszug der angebotenen Möglichkeiten dar.
- Brandhaus: bestehend aus 4 separaten Brandräumen unterschiedlicher Größe (bis zu 20 m Höhe)
- Brandkanal: 30 m langes, gemauertes Tunnelbauwerk
- diverse Freiversuchsflächen
- Nasslabor: zur Vermessung von Strahlrohren und Löschdüsen, u. a. mit Phasen-Doppler-Anemometer
- Chemische Analytik: GC/MS, FTIR-Spektrometer, PID, Raman-Spektrometer und weiteren Verfahren
- Wärmeschränke und Wärmestrahlungswand zur Prüfung von Schutzausrüstung und anderer Materialien und Bauteile

## Analytische Task Force
Zurzeit gibt es in Deutschland 7 Standorte der Analytischen Task Force (kurz: ATF). Von 2007 bis 2013 war Heyrothsberge einer davon. Jedoch wurde dieser auf Grund der Haushaltslage und der ungeklärten Frage der Alarmierung und des Verhältnisses der Arbeitnehmer des IBK zu ihrer Tätigkeit in der ATF aufgelöst. Die am Standort stationierte Technik ist größtenteils an den neuen Standort der ATF - der Feuerwehr Leipzig - übergeben worden.
Da das IBK weiterhin als bundesweiter Ausbildungsstandort für die Mitglieder der ATF dient, wurden viele Geräte neu beschafft und stehen sowohl für Forschungsaufgaben, als auch für die Ausbildung zur Verfügung.
Im Bedarfsfall können sie auf das am IBK stationierte mobile brandtechnische Labor (MOBLAB) verladen und als unterstützende Komponente an Einsatzstellen im Land Sachsen-Anhalt verbracht werden. Diese "Einsatzbereitschaft" kann zurzeit (Stand 02/2018) nur während der Dienstzeit des IBK sichergestellt werden. Neben der Anforderung des MOBLAB besteht auch die Möglichkeit, Spezialkräfte des IdF mit einem Einsatzleitwagen und einer geringeren messtechnischen Ausstattung, als Fachberater zu Einsatzstellen zu alarmieren. Darüber hinaus kann auch eine telefonische Beratung der Einsatzleitung stattfinden.